# ناسور إحليلي مهبلي
ناسور إحليلي مهبلي هو منفذٌ غير طبيعيٍ بين الإحليل والمهبل. يؤدي إلى سلس البول، حيث يترك البول المهبل بشكلٍ مستمر. قد يحدث نتيجةً لمضاعفات الحمل أو إصابة أثناء إدخال القسطرة أو إصابة جراحية.